# Manuel Chorens
Manuel Chorens (ur. 22 stycznia 1916, zm. ?) – były kubański piłkarz, reprezentant kraju. Podczas kariery występował na pozycji obrońcy.

## Kariera klubowa
Podczas kariery piłkarskiej Manuel Chorens występował w klubie CD Centro Gallego.

## Kariera reprezentacyjna
Manuel Chorens występował w reprezentacji Kuby w latach trzydziestych. W 1938 roku uczestniczył w mistrzostwach świata. Na mundialu we Francji wystąpił we wszystkich trzech meczach, dwóch spotkaniach I rundy z Rumunią oraz przegranym 0-8 meczu ćwierćfinałowym ze Szwecją.